# Медојевац
Медојевац је насељено место града Јагодине у Поморавском округу. Према попису из 2022. има 119 становника (према попису из 2011. било је 131 становник).

## Историја
До Другог српског устанка Медојевац се налазио у саставу Османског царства. Након Другог српског устанка Медојевац улази у састав Кнежевине Србије и административно је припадао Јагодинској нахији и Левачкој кнежини све до 1834. године када је Србија подељена на сердарства.

## Демографија
У насељу Медојевац живи 147 пунолетних становника, а просечна старост становништва износи 46,5 година (45,5 код мушкараца и 47,4 код жена). У насељу има 50 домаћинстава, а просечан број чланова по домаћинству је 3,30.
Ово насеље је у потпуности насељено Србима (према попису из 2002. године), а у последња три пописа, примећен је пад у броју становника.
|  |

| Демографија | Демографија | Демографија |
| Година      | Становника  | Становника  |
| ----------- | ----------- | ----------- |
| 1948.       | 319         |             |
| 1953.       | 329         |             |
| 1961.       | 254         |             |
| 1971.       | 246         |             |
| 1981.       | 251         |             |
| 1991.       | 194         | 191         |
| 2002.       | 165         | 170         |
| 2011.       | 131         |             |
| 2022.       | 119         |             |

| Етнички састав према попису из 2002.‍ | Етнички састав према попису из 2002.‍ | Етнички састав према попису из 2002.‍ | Етнички састав према попису из 2002.‍ | Етнички састав према попису из 2002.‍ |
| ------------------------------------ | ------------------------------------ | ------------------------------------ | ------------------------------------ | ------------------------------------ |
|                                      |                                      |                                      |                                      |                                      |
| Срби                                 | Срби                                 |                                      | 165                                  | 100,0%                               |
| непознато                            | непознато                            |                                      | 0                                    | 0,0%                                 |

| Медојевац у пописима Јагодинске нахије — од 1818. до 1829.                        |       |       |       |       |       |       |          |       |       |       |       |       |
| Година пописа                                                                     | 1818. | 1819. | 1820. | 1821. | 1822. | 1823. | 1824/25. | 1825. | 1826. | 1827. | 1828. | 1829. |
| Куће                                                                              | 15    | 16    | 16    | 16    | 19    | 21    | 21       | 18    | 17    | 18    | 17    | 16    |
| Пореске главе*                                                                    | -     | 18    | 20    | 20    | 21    | 24    | 24       | 21    | 19    | 19    | 18    | 16    |
| Арачке главе**                                                                    | 34    | 42    | 42    | 42    | 42    | 44    | 49       | 47    | 45    | 45    | 47    | 45    |
| *Пореске главе = Ожењени мушкарци \| ** Арачке главе = Мушкарци од 7 до 70 година |       |       |       |       |       |       |          |       |       |       |       |       |

| Година пописа     | 1948. | 1953. | 1961. | 1971. | 1981. | 1991. | 2002. |
| ----------------- | ----- | ----- | ----- | ----- | ----- | ----- | ----- |
| Број домаћинстава | 64    | 68    | 71    | 71    | 70    | 59    | 50    |

| Број чланова      | 1 | 2  | 3 | 4 | 5 | 6 | 7 | 8 | 9 | 10 и више | Просек |
| ----------------- | - | -- | - | - | - | - | - | - | - | --------- | ------ |
| Број домаћинстава | 8 | 14 | 7 | 9 | 4 | 6 | 1 | 0 | 1 | 0         | 3,30   |

| Пол    | Укупно | Неожењен/Неудата | Ожењен/Удата | Удовац/Удовица | Разведен/Разведена | Непознато |
| ------ | ------ | ---------------- | ------------ | -------------- | ------------------ | --------- |
| Мушки  | 70     | 17               | 45           | 5              | 3                  | 0         |
| Женски | 77     | 9                | 46           | 17             | 4                  | 1         |
| УКУПНО | 147    | 26               | 91           | 22             | 7                  | 1         |

| Пол    | Укупно                    | Пољопривреда, лов и шумарство | Рибарство                            | Вађење руде и камена | Прерађивачка индустрија       |
| ------ | ------------------------- | ----------------------------- | ------------------------------------ | -------------------- | ----------------------------- |
| Мушки  | 41                        | 12                            | 0                                    | 0                    | 13                            |
| Женски | 39                        | 30                            | 0                                    | 0                    | 3                             |
| УКУПНО | 80                        | 42                            | 0                                    | 0                    | 16                            |
| Пол    | Производња и снабдевање   | Грађевинарство                | Трговина                             | Хотели и ресторани   | Саобраћај, складиштење и везе |
| Мушки  | 3                         | 4                             | 3                                    | 2                    | 2                             |
| Женски | 0                         | 1                             | 0                                    | 1                    | 1                             |
| УКУПНО | 3                         | 5                             | 3                                    | 3                    | 3                             |
| Пол    | Финансијско посредовање   | Некретнине                    | Државна управа и одбрана             | Образовање           | Здравствени и социјални рад   |
| Мушки  | 0                         | 0                             | 1                                    | 0                    | 0                             |
| Женски | 0                         | 0                             | 0                                    | 2                    | 1                             |
| УКУПНО | 0                         | 0                             | 1                                    | 2                    | 1                             |
| Пол    | Остале услужне активности | Приватна домаћинства          | Екстериторијалне организације и тела | Непознато            | Непознато                     |
| Мушки  | 0                         | 0                             | 0                                    | 1                    | 1                             |
| Женски | 0                         | 0                             | 0                                    | 0                    | 0                             |
| УКУПНО | 0                         | 0                             | 0                                    | 1                    | 1                             |